# بیمارستان مرکزی یائونده
بیمارستان مرکزی یائونده (به لاتین: Central Hospital of Yaoundé) یک بیمارستان در کامرون است که در یائونده واقع شده‌است.